# Цветографическая схема
Цветографи́ческая схе́ма — стандартизированное графическое изображение внешнего вида транспортного средства. Цветографические схемы используются для облегчения узнавания транспорта, принадлежащего определённым ведомствам и структурам.

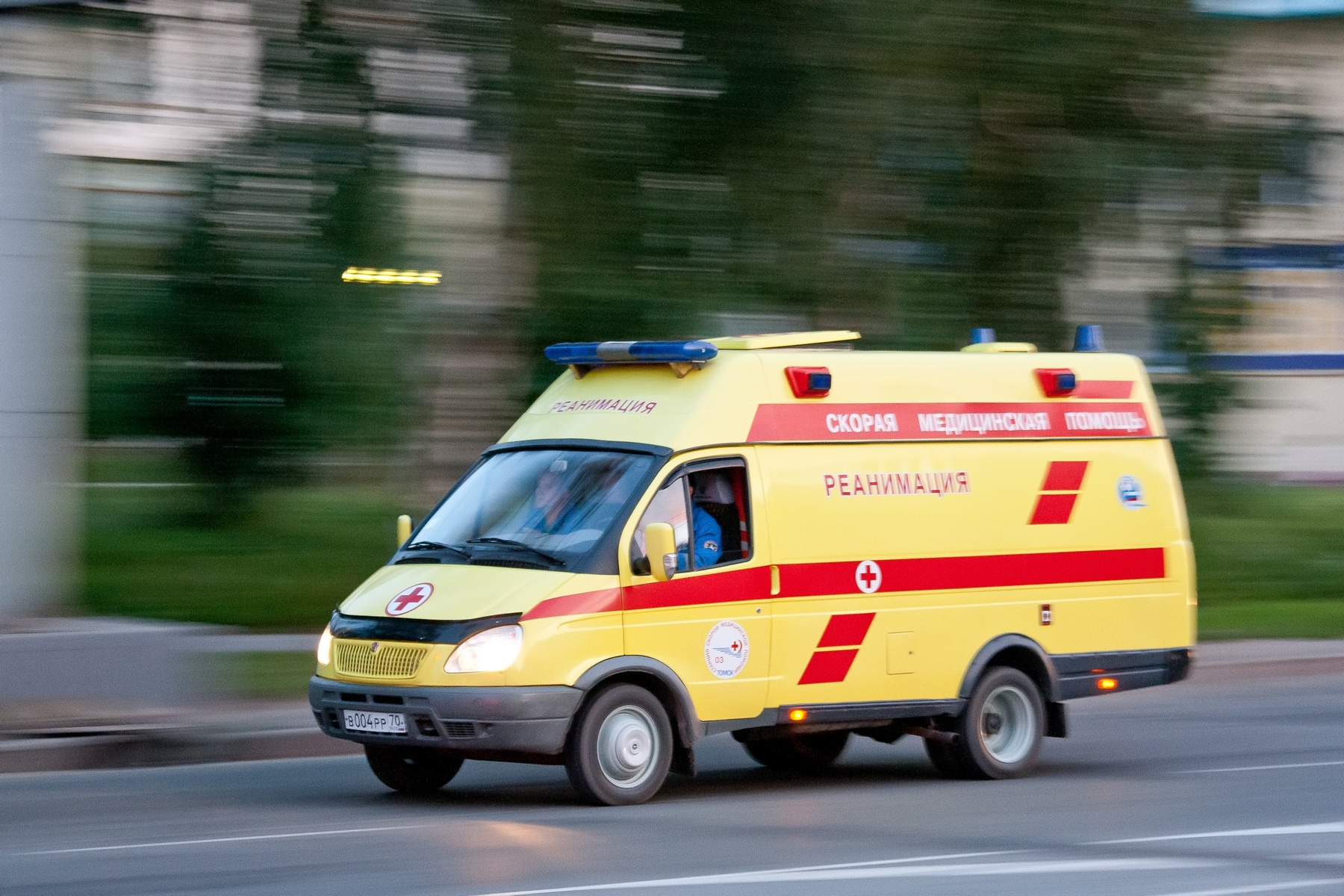
Пример раскраски реанимобиля по цветографической схеме:
лимонный цвет кузова, декоративные полосы красного цвета, нанесены надписи «Скорая медицинская помощь», «Реанимация» и эмблема «Красный крест».

Цветографические схемы применяются для обозначения транспорта как государственных оперативных служб и ведомств, так и транспорта компаний (такси, транспортные компании и т. п.). Для обозначения схемы раскраски самолётов используется неофициальный термин «ливрея».
Основными элементами цветографической схемы являются:
- основной цвет транспортного средства,
- декоративные полосы,
- опознавательные знаки,
- информационные надписи.

На цветографической схеме изображается компоновка, конфигурация и композиционная взаимосвязь её элементов.
Для нанесения полос, знаков и надписей используют лакокрасочные материалы или самоклеящиеся плёнки, в том числе со световозвращающим покрытием.

## Транспорт оперативных служб
По состоянию на 2013 год цветографическая раскраска наносится на транспортные средства (автомобили и мотоциклы) следующих ведомств:

### Беларусь
- скорая медицинская помощь,
- аварийные службы,
- таможенные органы,
- органы внутренних дел и внутренних войск МВД Республики Беларусь,
- органы и подразделения МЧС Республики Беларусь,
- организаций, входящих в состав ГПО «Белтопгаз»[1].

### Россия
- Скорая медицинская помощь,
- Противопожарная служба,
- Полиция,
- Военная автомобильная инспекция,
- Аварийно-спасательные службы,
- Федеральная служба безопасности
- Следственных органов Следственного комитета России
- ФССП России

Незаконное нанесение специальных цветографических схем автомобилей оперативных служб является административным правонарушением.

### Украина
- Скорая медицинская помощь,
- Противопожарная служба,
- Полиция,
- ВГСЧ,
- Государственная служба Украины по чрезвычайным ситуациям,

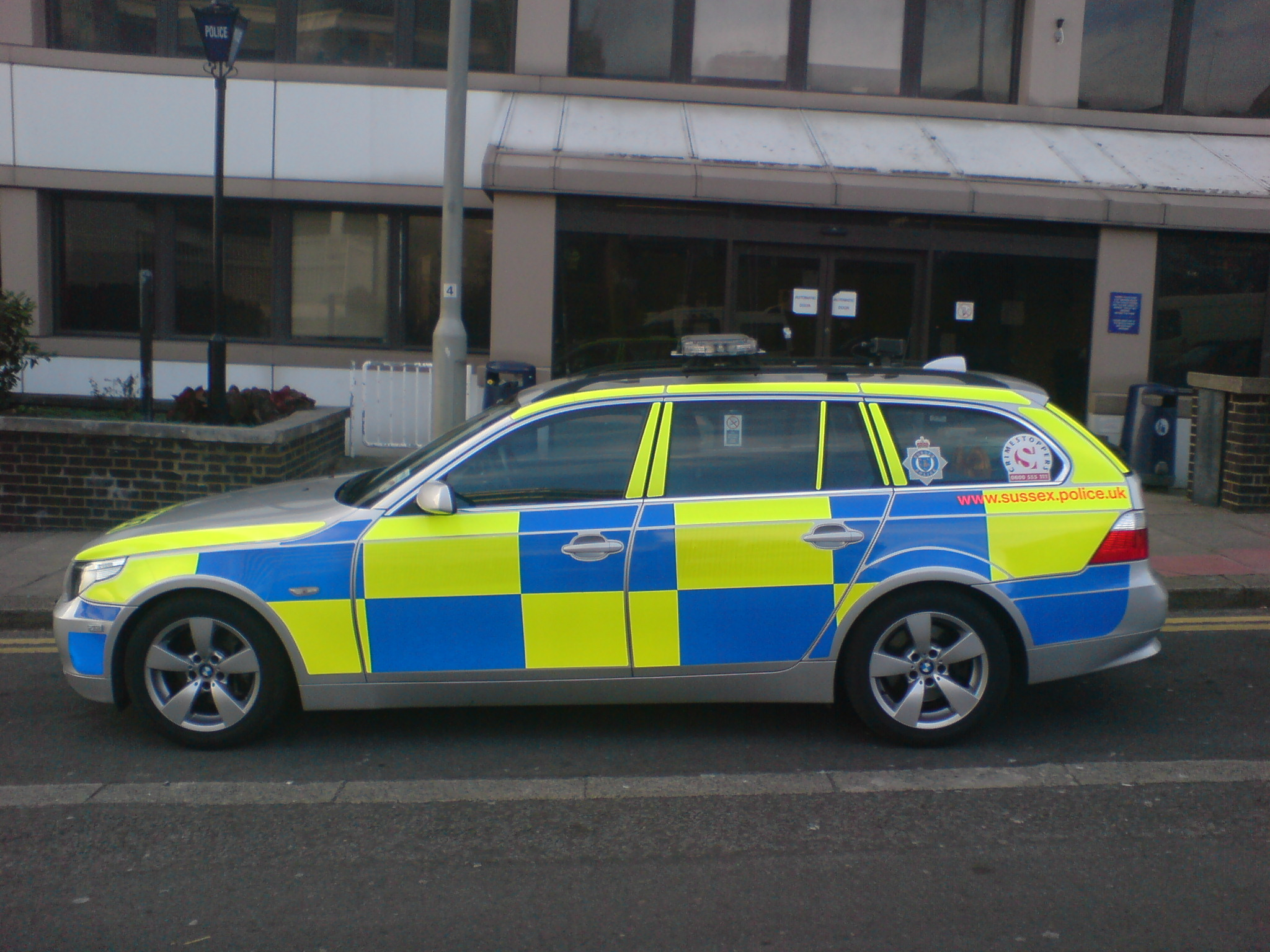
Британская полицейская машина с разметкой Баттенберг

- Служба инкассации
- Погранохрана